# سي جي مايلز
سي جي مايلز (بالإنجليزية: C. J. Miles)‏ مواليد 18 مارس 1987، هو لاعب كرة سلة أمريكي يلعب مع فريق إنديانا بايسرز في الرابطة الوطنية لكرة السلة ويحمل الرقم 0. يبلغ طوله 6 قدم 6 بوصة (2.0 م).

## فرق لعب لها
- يوتاه جاز
- كليفلاند كافالييرز
- إنديانا بايسرز

## روابط خارجية
- سي جي مايلز على موقع إن بي أي (الإنجليزية)
- سي جي مايلز على موقع سبورتس رفرنس (الإنجليزية)
- سي جي مايلز على موقع كرة السلة الأوروبية.كوم (الإنجليزية)
- سي جي مايلز على موقع DraftExpress.com (الإنجليزية)
- سي جي مايلز على موقع إي إس بي إن.كوم (الإنجليزية)
- سي جي مايلز على موقع ريلجم (الإنجليزية)
- سي جي مايلز على موقع بروبوليرز (الإنجليزية)
- سي جي مايلز على موقع سبورتس رفرنس (الإنجليزية)